# Bolsa de Valores de Caracas
La Bolsa de Valores de Caracas (BVC) es una institución privada en cuyo seno tienen lugar operaciones de compra venta de acciones, bonos, obligaciones, títulos de participación, letras del tesoro y otros activos autorizados para su negociación en el mercado bursátil, conforme a la Ley de Mercado de Valores vigente en Venezuela.
La Bolsa de Valores de Caracas es una compañía anónima cuyas acciones se cotizan en el propio mercado bursátil y su máxima autoridad es una asamblea de accionistas de la cual forman parte las personas que han adquirido acciones de la empresa.
La tarea principal de la Bolsa es facilitar la intermediación ordenada de instrumentos financieros y difundir la información que requiere el mercado de manera competitiva, asegurando transparencia y eficacia dentro de un marco autorregulado y apegado a los principios legales y éticos, apoyándose para ello en el mejor recurso humano y en la solvencia de sus accionistas.
La Bolsa de Valores de Caracas, por ley y por estatutos, tiene la obligación de facilitar las transacciones y procurar el desarrollo del mercado bursátil, establecer instalaciones y mecanismos que faciliten las relaciones y operaciones de valores, proporcionar y mantener a disposición del público información sobre los valores inscritos en bolsa y la información que suministra su sistema electrónico, así como velar por el estricto apego de la actividad de sus miembros a las disposiciones que les sean aplicables y certificar las cotizaciones en bolsa.
La Ley del Mercado de Valores establece que es facultad de la Superintendencia Nacional de Valores, creada a finales de 2010, otorgar autorización para la creación y regular el funcionamiento de las bolsas de valores. En la actualidad la única autorización vigente es la de la Bolsa de Valores de Caracas.

## Historia
Los antecedentes más remotos del mercado bursátil venezolano se remontan al final de la época de la colonia, en 1805, cuando Bruno Abasolo y Fernando Key Muñoz fundaron en Santiago de León de Caracas una Casa de Bolsa y Recreación de los Comerciantes y Labradores, con permiso previo concedido por la Capitanía General de Venezuela.
La Bolsa fue fundada el 21 de enero de 1947 y su primera sesión de operaciones fue el 21 de abril de ese mismo año, luego de cumplir una etapa de 73 años operando en la calle, entre las esquinas de Bolsa y San Francisco, en la Avenida Universidad, que atraviesa el casco histórico de la ciudad de Caracas. 
Nació con el nombre de Bolsa de Comercio de Caracas, ya que -pese haber sido siempre una bolsa de valores y no de mercaderías- la única disposición que permitía crear un centro de intermediación era el Código de Comercio. Más adelante, luego de promulgada la primera Ley de Mercado de Capitales de Venezuela, la entidad pasó a usar su actual nombre y a constituirse como una compañía anónima en la cual cada miembro tenía una acción y sólo los miembros podían efectuar transacciones, en nombre de sus clientes.
La asamblea extraordinaria de accionistas del 6 de mayo de 1976 acordó cambiar la denominación de la institución por el de Bolsa de Valores de Caracas C.A., y comenzó a operar una nueva estructura compuesta por 43 accionistas o puestos de bolsa. Durante la presidencia de Alfredo Morles (1980 - 1987), la institución inicia un periodo de expansión que alcanza su mayor auge en 1995 cuando la cartera de accionistas es aumentada a 63 miembros.
Esta Bolsa de Valores, única de su tipo en Venezuela, ha tenido en los años recientes un importante desarrollo como centro de intermediación que utiliza tecnología avanzada en sus sistemas informáticos de operaciones. Actualmente es miembro del Comité Ejecutivo de la Federación Iberoamericana de Bolsas (Fiab).

## Objetivo de la Bolsa
La Bolsa caraqueña ofrece a la comunidad nacional e internacional un mercado organizado, donde las empresas y otros entes emiten, colocan y transan, mediante procedimientos autorizados por las autoridades reguladoras, instrumentos de renta fija y de renta variable con la finalidad de captar el ahorro del público inversionista. También la Bolsa dispone sus mecanismos de la manera más eficiente al ofrecer un escenario apropiado para la negociación de bonos y otras obligaciones de entidades del Estado venezolano.
El marco legal que rige al mercado de capitales venezolano está compuesto por la Ley de Mercado de Valores de Venezuela, la Ley de Caja de Valores, la Ley Orgánica de Crédito Público, la Ley de Entidades de Inversión Colectiva y las normas dictadas por la Superintendencia Nacional de Valores. 
Las actividades de la Bolsa son reguladas y supervisadas por la Superintendencia Nacional de Valores, ente público adscrito al Ministerio de Finanzas, que autoriza el Reglamento Interno y el Reglamento de Transacciones de la Bolsa.

## Funciones de la Bolsa
- Prestar al público todos los servicios necesarios para que se realicen, en forma continua y ordenada, las operaciones con títulos valores objeto de negociación en el mercado de capitales, con la finalidad de proporcionarles adecuada liquidez.
- Mantener el correcto funcionamiento de un mercado bursátil que ofrezca a los inversionistas y al público en general las condiciones indispensables para la celebración de negociaciones con títulos valores.
- Velar por el estricto cumplimiento de las operaciones bursátiles de acuerdo con los términos y condiciones pactados por las partes y los establecidos en el ordenamiento jurídico venezolano y en el Reglamento Interno.
- Dar publicidad a la nómina de títulos valores inscritos en ella, así como las cotizaciones y operaciones que diariamente se realizan.
- Expedir, previa solicitud escrita de los interesados, las certificaciones pertinentes en relación con los títulos valores inscritos en la Bolsa.
- Efectuar las ruedas de negociación en los días hábiles en las horas establecidas por las autoridades de la entidad.

## Ventajas de la Bolsa de Valores de Caracas
- Es un mercado organizado, integrado, eficaz y transparente, en el que la intermediación de valores es competitiva, ordenada, equitativa y continua, como resultado de una información veraz, completa y oportuna.
- Estimula la generación de ahorro, que deriva en inversión.
- Genera un flujo importante y permanente de recursos para el financiamiento de las empresas que se cotizan en el mediano y largo plazo.

## Bolsa electrónica
La Bolsa de Valores de Caracas funciona de manera completamente electrónica desde febrero de 1992, cuando entró en operaciones un moderno sistema electrónico de negociación desarrollado por la Bolsa de Valores de Vancouver y la empresa TCAM, denominado SATB ("Sistema de Automatizado de Transacciones Bursátiles").
En 1999 se opera un cambio tecnológico. Comienza a funcionar en mayo de ese año el SIBE ("Sistema Integrado Bursátil Electrónico"), como producto de un convenio de Cooperación con la Bolsa de Valores de Madrid, al iniciarse primero la operatividad del Módulo de Renta Fija y luego el Módulo de Renta Variable. El 2 de julio se procedió la inauguración oficial del SIBE, acto presidido por el presidente del Gobierno Español, José María Aznar, el entonces presidente de la Bolsa de Valores de Caracas, Alejandro Salcedo, y el presidente de la Bolsa de Madrid, Antonio Zoido.

## Negociaciones de la Bolsa
En la Bolsa de Valores de Caracas se negocia a través de las casas de bolsa, que son sociedades de corretaje de valores autorizadas por la Superintendencia Nacional de Valores, admitidas como miembros de la institución bursátil caraqueña, y no de corredores de valores individuales como era antes del 23 de marzo de 2017, cuando quedó separada la condición de miembro  y de accionista, al quedar desmutualizada la Bolsa. Los representantes de las casas de bolsa acuden a este escenario accediendo mediante terminales electrónicos con el objeto de comprar o vender títulos valores en nombre de sus clientes.
La asistencia de estas sociedades corredoras de valores a la rueda se cumple utilizando un software especializado y determinados enlaces de telecomunicaciones. El “corro virtual” se cumple mediante el acceso al Sistema Integrado Bursátil Electrónico (SIBE), tecnología Sibe Smart, y el protocolo de comunicaciones frame relay. Así tenemos un conjunto de tecnologías puestas al servicio del mercado y una amplia red de estaciones de trabajo computarizadas que se localizan en las casas de bolsa, proveen a los intermediarios participantes comunicación “en línea” con los representantes de las demás casas de bolsa, que son a su vez corredores de valores, inscritos en el Registro Nacional de Valores. 

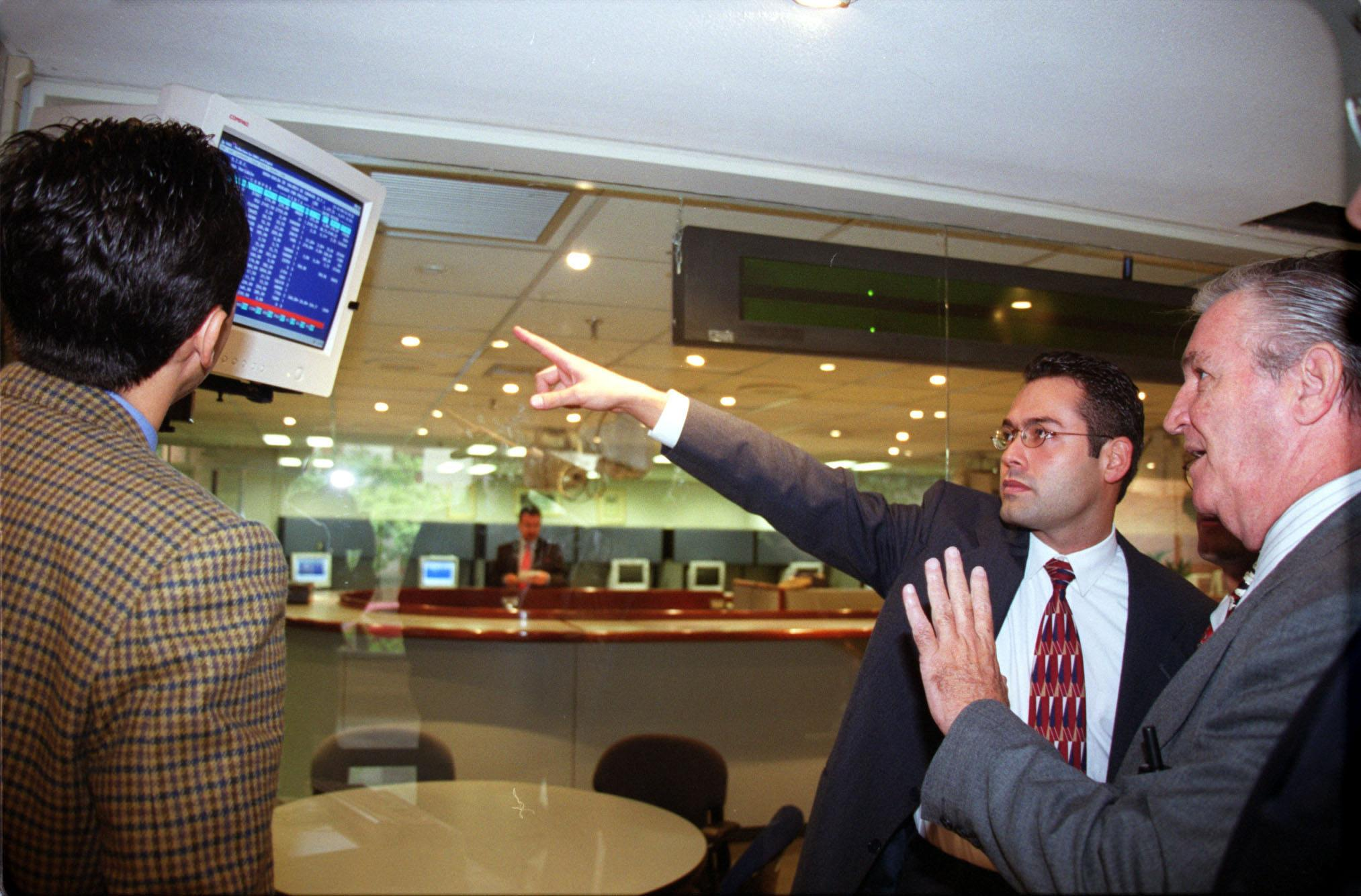
Inversionistas en Bolsa

La relación entre la casa de bolsa y el inversionista está basada en la confianza. El interesado en comprar o vender títulos debe acudir a una casa de bolsa, miembro de la Bolsa de Valores de Caracas, donde se le atiende de acuerdo con sus necesidades, montos de acciones, de dinero y modalidad de operación (a mediano o largo plazo). Una vez definida la compra o la venta, el corredor debe ejecutar fielmente las instrucciones de su representado y además está obligado a hacerlo en las mejores condiciones.
Durante las ruedas, llamadas también sesiones de mercado -que se efectúan de lunes a viernes dentro de un horario predeterminado-, las estaciones de trabajo quedan enlazadas entre sí y el computador central, permitiendo que los operadores introduzcan las órdenes de sus clientes y cierren sus negocios con acciones, bonos y otros papeles a la vista de todos.
Posteriormente, la casa de Bolsa que efectuó la transacción recibe del inversionista el dinero y le hace entrega de la propiedad de los títulos y, en paralelo, se encarga de entregar al corredor o casa de bolsa de la parte vendedora los fondos correspondientes. El inversionista vendedor recibe este dinero y entrega, a su vez, los títulos que ha vendido, en procesos electrónicos donde también participa la Caja Venezolana de Valores, y los agentes de traspaso.
Por cada operación se crea una cadena de dinero y una de títulos; ambas van en sentido contrario y se efectúan en forma simultánea e inmediata. En los extremos de esa cadena se encuentran los clientes inversionistas, en la parte interior los operadores y en todo el medio la Bolsa, que controla la operación.
Cuando un intermediario representa simultáneamente al cliente vendedor y al cliente comprador, la operación se denomina “cruzada” y un solo corredor queda en el interior de la cadena de dinero a efecto del traspaso de los títulos y de los fondos.
Otra forma de invertir en la Bolsa es acudiendo a un fondo mutual u otro fondo de inversión, los cuales manejan portafolios que suelen incluir títulos que se cotizan en el mercado bursátil.
Para obtener la condición de miembro de la Bolsa se requiere ser sociedad de corretaje de valores autorizada por la Superintendencia Nacional de Valores y obtener la aprobación de la junta directiva, instancia que antes de decidir sobre la materia examina los recaudos del solicitante.

## El sistema de transacciones
La Bolsa de Valores de Caracas cuenta con un sistema de transacciones desarrollado por la Bolsa de Valores de Madrid -hoy Bolsas y Mercados Españoles (BME)- el Sistema Integrado Bursátil Electrónico (SIBE Smart). La institución bursátil proporciona una herramienta que garantiza que cualquier inversionista, a través de los miembros de la Bolsa –corredores y casas de bolsa-, obtenga el mejor precio de compra o venta existente en el mercado.

## Junta Directiva
La Junta Directiva de la Bolsa de Valores de Caracas para el período 2023-2025:
- José Grasso Vecchio - Presidente
- Carlos Guruceaga- Vicepresidente
- Gonzalo Alonso Labraga - Secretario
- Fulvio Italiani Firrito - Director Independiente
- Aland Benhur Acosta - Director por Sunaval
- Emilio Antelo - Suplente del Presidente
- José Miguel Tineo Raga - Suplente del Vicepresidente
- Diego Alexandre Parra - Suplente del Secretario
- Alejandro Santaromita - Suplente del Director Independiente
- Fulvia Romero - Suplente del Director por Sunaval

## Casas de Bolsa y Operadores Miembros
Para efectuar transacciones de compra o de venta en la Bolsa, debe acudirse a cualquiera de sus miembros, que se denominan "Casas de Bolsa". En la nueva Ley de Valores de Venezuela tanto casas de bolsa como corredores son sujetos inscritos en el Registro Nacional de Valores y la disposición rige una vez la Superintendencia Nacional de Valores les da la autorización definitiva para operar. Para ser miembro de la Bolsa, la sociedad interesada debe suscribir previamente un contrato con la Bolsa de Valores de Caracas. Al cierre de octubre de 2021, un total de 34 sociedades integraban la lista de miembros de la Bolsa de Valores de Caracas.
| Número de membresía | Denominación social                                 |
| ------------------- | --------------------------------------------------- |
| 2                   | VALORES VENCRED CASA DE BOLSA, S.A.                 |
| 3                   | GRUPO BURSÁTIL VENEZOLANO CASA DE BOLSA, C.A.       |
| 4                   | ACTIVALORES CASA DE BOLSA S.A.                      |
| 5                   | AGRONET VALORES CASA DE BOLSA, C.A.                 |
| 6                   | MERCANTIL MERINVEST CASA DE BOLSA, C.A.             |
| 9                   | ACCIONA CASA DE BOLSA, S.A.                         |
| 10                  | CAJA CARACAS CASA DE BOLSA, C.A.                    |
| 12                  | INTERBURSA CASA DE BOLSA, C.A.                      |
| 14                  | FINANCORP VALORES CASA DE BOLSA, C.A.               |
| 17                  | FIVENCA CASA DE BOLSA, C.A.                         |
| 22                  | BOD VALORES CASA DE BOLSA, C.A.                     |
| 24                  | INCORP CASA DE BOLSA, C.A.                          |
| 29                  | MULTIPLICAS CASA DE BOLSA, C.A.                     |
| 32                  | MERCOSUR CASA DE BOLSA, S.A.                        |
| 33                  | CORP CASA DE BOLSA, C.A.                            |
| 40                  | MAXIMIZA CASA DE BOLSA, C.A.                        |
| 48                  | SOLFIN CASA DE BOLSA, C.A.                          |
| 49                  | INTERBONO CASA DE BOLSA, C.A.                       |
| 52                  | STATERA CASA DE BOLSA, C.A.                         |
| 58                  | RATIO CASA DE BOLSA, C.A.                           |
| 59                  | BANCTRUST SECURITIES CASA DE BOLSA, C.A.            |
| 60                  | BESTINVEST CASA DE BOLSA, C.A.                      |
| 64                  | RENDIVALORES CASA DE BOLSA, C.A.                    |
| 65                  | CUADRA CASA DE BOLSA, S.A.                          |
| 66                  | HLB VALORES CASA DE BOLSA, C.A.                     |
| 70                  | MASVALOR CASA DE BOLSA, S.A.                        |
| 71                  | KOI INVEST CASA DE BOLSA, C.A.                      |
| 72                  | MULTIVALORES CASA DE BOLSA, C.A.                    |
| 73                  | KAIROS CASA DE BOLSA, C.A.                          |
| 75                  | PALOGRANDE CASA DE BOLSA, C.A.                      |
| 76                  | GRUPO ITALCAPITAL CASA DE BOLSA, C.A.               |
| 77                  | BNCI CASA DE BOLSA, C.A.                            |
| 78                  | SUMA CASA DE BOLSA, C.A.                            |
| 80                  | WORLD TRADING CASA DE BOLSA, C.A.                   |
| 83                  | INVERCAPITAL SOCIEDAD DE CORRETAJE DE VALORES, S.A. |

## Caja Venezolana de Valores
La Caja Venezolana de Valores es una institución promovida por la Bolsa de Valores de Caracas, constituida como compañía anónima, cuyo objeto es la prestación de servicios de depósito, custodia, transferencia, compensación y liquidación de valores objeto de oferta pública, que opera desde el 23 de abril de 1992.
La razón de ser esta institución es facilitar la rápida transferencia de fondos y de valores depositados por las personas naturales o jurídicas que participan activamente en el mercado de valores, otorgándole a éstas la consiguiente seguridad jurídica en la ejecución de las operaciones pactadas, a la vez que permite la inmovilización física de dichos valores, minimizando los riesgos por robo, extravío o falsificación de valores.
En 1996 fue promulgada la Ley de Cajas de Valores, aprobada por el Congreso de la República de Venezuela el 1º de agosto, y publicada el 13 de agosto en la Gaceta Oficial de la República de Venezuela N° 36.020; ese mismo año se dicta el Reglamento Interno de la Caja y las Normas relativas a su organización y funcionamiento.
En el año 2000 la Caja Venezolana de Valores activa el sistema electrónico de administración de valores a través del cual, vía intranet, los depositantes tienen acceso a su información y pueden realizar operaciones de forma electrónica. Igualmente los subcuentistas (inversionistas), mediante la solicitud de una clave a la CVV, tienen acceso a su información y el estado de cuenta. Este proceso actualmente se cumple a través de internet, accediendo al portal www.cajavenezolana.com.
En ese mismo año, la Caja Venezolana de Valores firma un convenio con la Bolsa de Valores de Caracas, por el cual todas las operaciones que se efectúen a través del Sistema Integrado Bursátil Electrónico (SIBE)  se compensan y liquidan en la Caja..
La compensación de valores es la revisión que se practica sobre la orden de transferencia dentro del sistema de la Caja, a los fines de que la misma quede preparada para ejecutarse el día de la fecha valor establecida luego de la transacción en Bolsa.
La liquidación de valores es la ejecución de las transferencias de saldos de valores y de fondos entre las cuentas respectivas, de acuerdo con la orden de transferencia recibida y compensada por la Caja. 
La compensación y liquidación están contenidas en un solo proceso que se realiza mediante el sistema electrónico de la Caja Venezolana de Valores, el cual mantiene el inventario de los saldos de valores en las cuentas o subcuentas de cada depositante, lo que permite el procesamiento de las órdenes de transferencia entre ellos, a los fines de cumplir las operaciones pactadas en su fecha valor, ya sea bajo la modalidad de entrega contra pago o libre de pago, con lo cual se perfecciona el intercambio tanto de valores como de fondos.

## Emisores

### Sector Industrial
Industria de Alimentos Procesados
- PRODUCTOS EFE, C.A. 	EFE 	VEV00099100 1 	10,00
- PROAGRO, C.A. 	PGR 	VEV00090100 0 	100,00
- PROTINAL, C.A. 	PTN 	VEV00109100 9 	100,00
- C.A. RON SANTA TERESA, S.A.C.A. 	RST 	VEV00063100 3 	100,00

### Industria Manufacturera
- CERAMICA CARABOBO, S.A.C.A. 	CCR 	VEV00020100 5 	164,00
- CORPORACION GRUPO QUIMICO, S.A.C.A. 	CGQ 	VEV00017100 0 	100,00
- CORPORACION INDUSTRIAL CARABOBO,
- S.A.C.A. - CLASE A 	CIC.A 	VEV0004210A 0 	10,00
- CORPORACION INDUSTRIAL CARABOBO,
- S.A.C.A. - CLASE B 	CIC.B 	VEV0004210B 8 	10,00
- CORIMON, S.A.C.A. CLASE A 	CRM.A 	VEV0000410A 0 	100,00
- CORIMON, S.A.C.A. CLASE B - PREFERIDAS 	CRM.B 	VEV0000420B 7 	100,00
- DOMINGUEZ & CIA., S.A. 	DOM 	VEV00044100 7 	10,00
- DOMINGUEZ & CIA., S.A. - PREFERIDAS 	DOM.P 	VEV00044200 5 	10,00
- ENVASES VENEZOLANOS, S.A. 	ENV 	VEV00056100 2 	10,00
- C.A. FABRICA NACIONAL DE CEMENTOS,
- S.A.C.A. 	FNC 	VEV00066100 0 	10,00
- C.A. FABRICA NACIONAL DE VIDRIO 	FNV 	VEV00076100 8 	10,00
- GRUPO ZULIANO, C.A., S.A.C.A. 	GZL 	VEV00050100 8 	10,00
- INTERNACIONAL BRIQUETTES HOLDING 	IBH 	VEV00101100 7
- MANUFACTURAS DE PAPEL (MANPA), S.A.C.A. 	MPA 	VEV00001100 8 	10,00
- MANTEX, S.A.C.A. 	MTX 	VEV00091100 9 	1000,00
- SUELOPETROL C.A. - CLASE B 	SPT.B 	VEV0010710B 9 	100,00
- SUDAMTEX DE VENEZUELA, C.A.,
- S.A.C.A. - CLASE A 	STX.A 	VEV0012110A 2 	20,00
- SUDAMTEX DE VENEZUELA, C.A., S.A.C.A. - CLASE B 	STX.B 	VEV0012110B 0 	20,00
- INVERSIONES SELVA, C.A. - CLASE A 	SV.A 	VEV0008010A 0 	1000,00
- INVERSIONES SELVA, C.A. - CLASE B 	SV.B 	VEV0008010B 8 	1000,00
- SIDERURGICA VENEZOLANA (SIVENSA), S.A. 	SVS 	VEV00114100 2 	20,00
- SIVENSA, S.A.C.A. ADR 	SVSR1 	VEV00114601 9 	9.060,00
- TORNILLOS VENEZOLANOS, S.A.I.C.A. S.A.C.A. 	TOR 	VEV00039100 4 	20,00
- C.A. TELARES DE PALO GRANDE 	TPG 	VEV00131100 1 	100,00
- CEMEX VENEZUELA, S.A.C.A. - TIPO I (antes Vencemos) 	VCM.1 	VEV00136101 4 	100,00
- CEMEX VENEZUELA, S.A.C.A. - TIPO II (antes Vencemos) 	VCM.2 	VEV00136102 2 	100,00
- VENEZOLANA DE PRERREDUCIDOS CARONI, C.A. (VENPRECAR) GDS 	VEN.G 	VEV00193500 7 	100,00
- VENEPAL, S.A.C.A. - CLASE A 	VNP.A 	VEV0014910A 3 	100,00
- VENEPAL, S.A.C.A. - CLASE B 	VNP.B 	VEV0014910B 1 	100,00
- VENEPAL, S.A.C.A. - CLASE B GDS 	VNPBG 	VEV00149500 2 	100,00
- VENASETA, C.A. - CLASE A 	VNS.A 	VEV0017210A 5 	10,00
- VENASETA, C.A. - CLASE B 	VNS.B 	VEV0017210B 3 	10,00

### Sector Servicios
Servicios de ELECTRICIDAD, Telecomunicaciones
y Gas Natural
- CORPORACION INDUSTRIAL DE ENERGIA, C.A S.A.C.A. 	CIE 	VEV0019510A 6 	10,00
- COMTEL, COMUNICACIONES TELEFONICAS, S.A. 	CTE 	VEV00031100 2 	1,00
- C.A. ELECTRICIDAD DE CARACAS, S.A.C.A. 	EDC 	VEV00008100 1 	100,00
- ELECTRICIDAD DE CARACAS "ADS" 	ELDAY 	US12477A106 0
- VENGAS, S.A. (antes Industrias Ventane) 	IVE 	VEV00161100 4 	11,70
- C.A. TELEFONOS DE VENEZUELA (CANTV)
- - CLASE D 	tdV.D 	VEV0008810D 7 	36,90
- AMERICAN DEPOSITARY SHARES (ADS)
- DE CANTV 	VNT 	US204421101 7

### Transporte, Comercio y Hoteles
- H.L. BOULTON & Co., S.A.C.A. 	HLB 	VEV00160100 5 	10,00
- HOTEL TAMANACO, C.A. 	HTM 	VEV00117100 9 	203,16
- TORDISCA DISTRIBUIDORA TORVENCA, C.A. 	tdS 	VEV00171100 2 	20,00
- TEMINALES MARACAIBO, C.A. 	TRM 	VEV00092100 8 	40,00

### Sector Financiero
Banca Comercial y/o Universal
- BANCO DEL CARIBE, C.A. BANCO UNIVERSAL - CLASE A 	ABC.A 	VEV0021410A 5 	1.126,00
- BANCO DEL CARIBE, C.A. BANCO UNIVERSAL - CLASE B 	ABC.B 	VEV0021410B 3 	1.126,00
- BANESCO BANCO UNIVERSAL, S.A.C.A 	BBC 	VEV00167100 8 	100,00
- BANCO EXTERIOR, C.A. 	BEX 	VEV00077100 7 	500,00
- BANCO NACIONAL CREDITO, C.A. 	BNC 	VEV00236100 5 	1.000,00
- BANCO OCCIDENTAL DE DESCUENTO BANCO UNIVERSAL, C.A. 	BOU 	VEV00224100 9 	100,00
- BANCO PROVINCIAL, S.A. 	BPV 	VEV00127100 7 	100,00
- VENEZOLANO DE CREDITO, S.A. BANCO UNIVERSAL (antes Banco Venezolano de Crédito) 	BVE 	VEV00003100 6 	500,00
- BANCO DE VENEZUELA, S.A.C.A., BANCO UNIVERSAL 	BVL 	VEV00057100 1 	100,00
- EUROBANCO BANCO COMERCIAL, C.A. 	EUR 	VEV00165100 0 	1.893,12
- ORGANIZACION ITALCAMBIO, C.A. 	ITLC 	VEV00230100 1 	26.082,00
- MERCANTIL SERVICIOS FINANCIEROS C.A. - CLASE A 	MVZ.A 	VEV0019410A 9 	150,00
- MERCANTIL SERVICIOS FINANCIEROS C.A. - CLASE B 	MVZ.B 	VEV0019410B 7 	150,00

### Banca Hipotecaria
- BANCO HIPOTECARIO ACTIVO, C.A. (antes Banesco Banco Hipotecario, C.A.) 	BBH 	VEV00119100 7 	100,00
- C.A. CENTRAL BANCO UNIVERSAL (antes Banco Hipotecario Venezolano) 	BHN 	VEV00068100 8 	250,00

Otras Instituciones Financieras
- BBO FINANCIAL SERVICES, INC. 	BBO 	VEV0005910A 4 	100,00
- BOLSA DE VALORES DE CARACAS, C.A. 	BVCC 	VEV00037100 6 	8.300.000,00
- ECONOINVEST CAPITAL S.A. - CLASE A 	ECO.A 	VEV0024510A 6 	740,00
- ECONOINVEST CAPITAL S.A. - CLASE B 	ECO.B 	VEV0024510B 7 	740,00
- INVERSIONES TACOA, C.A - CLASE A 	ITC.A 	VEV0001510A 6 	100,00
- INVERSIONES TACOA, C.A - CLASE B 	ITC.B 	VEV0001510B 4 	20,00

### Seguros y Bienes Raíces
- F.V.I. FONDO DE VALORES INMOBILIARIOS, S.A.C.A. - CLASE A 	FVI.A 	VEV0018810A 1 	10,00
- F.V.I. FONDO DE VALORES INMOBILIARIOS, S.A.C.A. - CLASE B 	FVI.B 	VEV0018810B 9 	10,00
- INMUEBLES B. DE V. 1985, C.A. 	IBV 	VEV00058100 0 	10,00
- INVERSIONES DIVERSAS, C.A. (INVERDICA) 	INV 	VEV00094100 6 	5,00
- C.A. DE INMUEBLES Y VALORES CARACAS 	IVC 	VEV00051100 7 	70,00
- ORIENTE ENTIDAD DE INVERSION COLECTIVA INMOBILIARIA, C.A. 	OCE 	VEV00252100 4 	1.00,00
- OCCIDENTE ENTIDAD DE INVERSION COLECTIVA INMOBILIARIA TURISTICA, C.A. 	OEI 	VEV00243100 6 	1.000,00
- C.N.A. SEGUROS LA PREVISORA 	SLP 	VEV00027100 8 	400,00
- SEGUROS LA SEGURIDAD, C.A. 	SLS 	VEV00229100 4 	2,00
- SEGUROS PANAMERICAN, C.A. 	SPA 	VEV00186100 5 	50,00
- VENCRED, S.A. 	VCR 	VEV00038100 5 	66,65